# Commerce (rivista)
Commerce è stata una rivista letteraria fondata nel 1924 da Marguerite Caetani, che la dirigeva insieme a Paul Valéry, Léon-Paul Fargue e Valery Larbaud. Vennero pubblicati ventinove numeri tra il 1924 e il 1932. Nel primo numero apparvero i primi estratti della traduzione francese dell'Ulisse di James Joyce. La rivista si presentò come "una sorta di laboratorio di scrittori, poco interessati ad accattivarsi le simpatie del pubblico, e propensi piuttosto a far parlare la letteratura attraverso i testi: sono assenti infatti sia dichiarazioni di poetica che manifesti preliminari". Tra gli autori che scrissero (o tradussero) sulla rivista si segnalano André Gide, André Breton, Thomas Stearns Eliot, Rainer Maria Rilke, José Ortega y Gasset, Hugo von Hofmannsthal, Giuseppe Ungaretti, Dmitrij Petrovič Svjatopolk-Mirskij.